# Nagelschaar

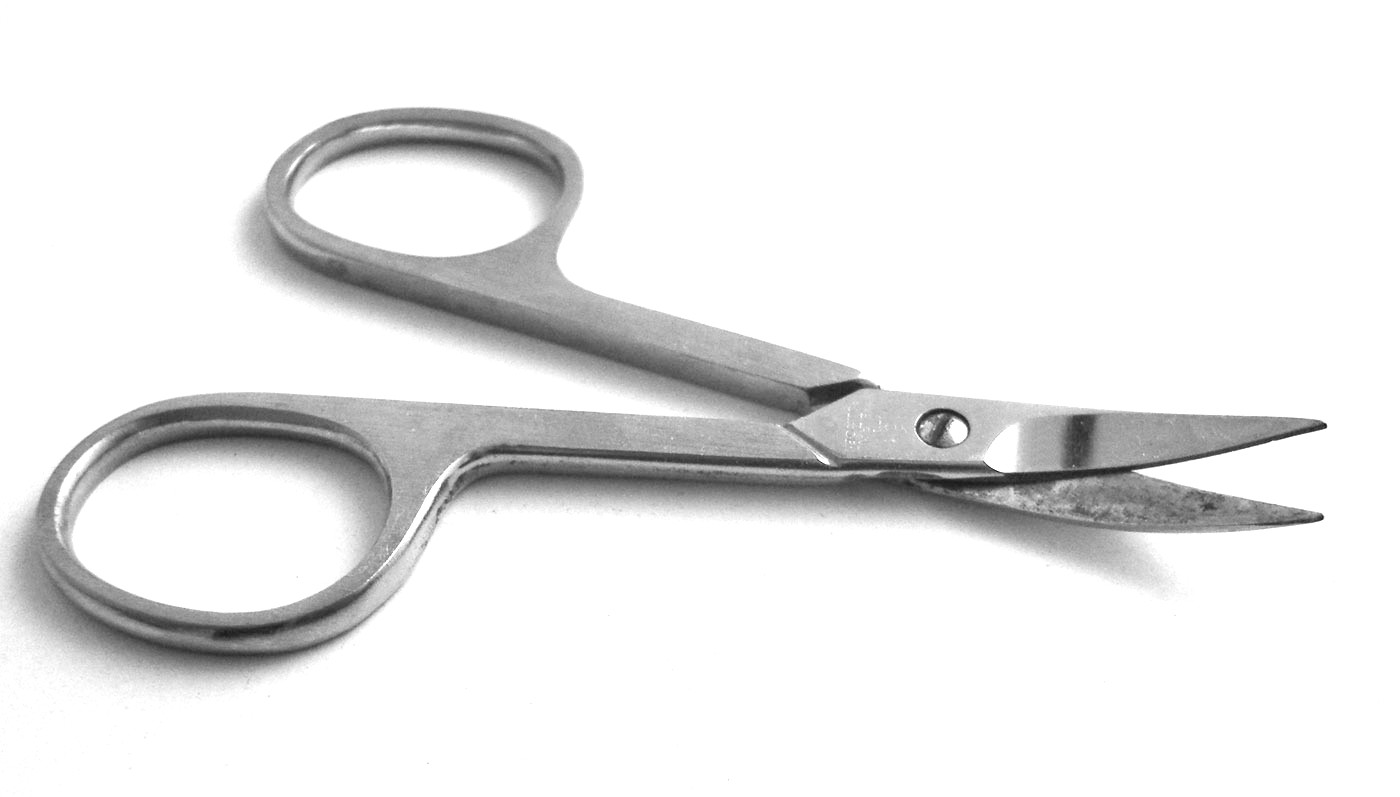
Een (rechtshandige) nagelschaar.

Een nagelschaar is een speciale schaar bedoeld om de nagels van de vingers of tenen te knippen.
Een nagelschaar heeft een gebogen vorm zodat de nagels wat eenvoudiger rond kunnen worden geknipt.
Verreweg de meeste nagelscharen zijn ontworpen voor rechtshandig gebruik, waardoor het knippen van de nagels van de rechterhand niet zo goed gaat, doordat deze nagels noodzakelijkerwijs met de linkerhand worden geknipt. Alternatieven zijn linkshandige nagelscharen, een nagelknipper of een nageltang.